# Sąd polubowny (komedia Menandra)

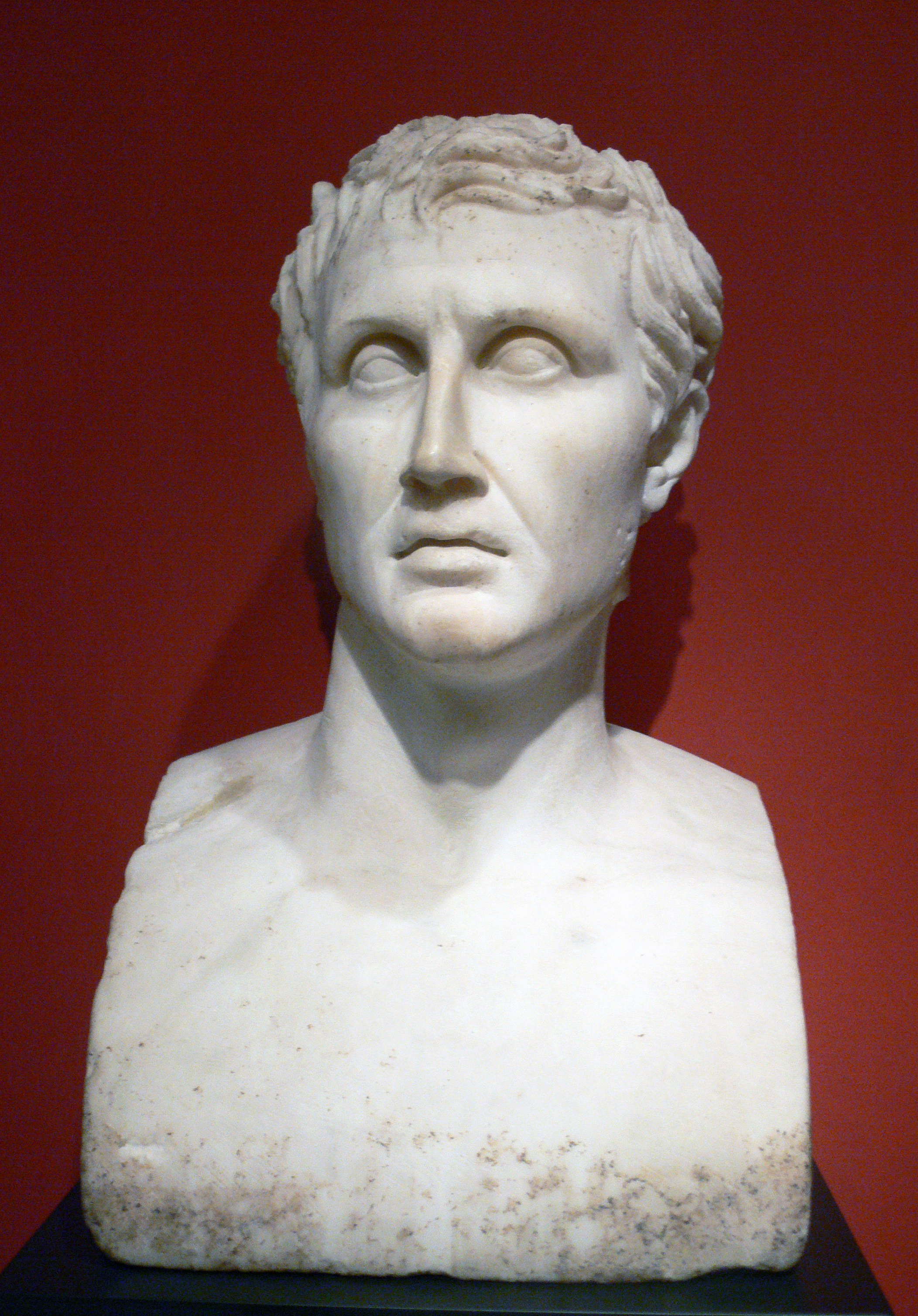
Popiersie Menandra (rzymska herma marmurowa z I wieku n.e.)

Sąd polubowny (gr.  Ἐπιτρέποντες Epitrepontes) – komedia Menandra z późnego okresu jego twórczości.

## Wprowadzenie
Sąd polubowny powstał pod koniec życia Menandra, przed 292 rokiem p.n.e. Popularny w starożytności utwór podzielił los dorobku komediopisarskiego pisarza – został zapomniany. Dzięki odnalezieniu przez francuskiego uczonego Gustava Lefebvre’a tzw. kodeksu kairskiego, opublikowanego w 1907 roku, współcześnie znane jest około 2/3 tekstu sztuki. Główny jej bohater, Ateńczyk Charizjos po tym, gdy żona urodziła i porzuciła nieślubne dziecko, odsuwa się od niej i zaczyna trwonić jej posag, nie wiedząc, że jest ojcem dziecka. Interweniujący w sprawie posagu teść, rozsądza przypadkowo spór dwóch niewolników o znalezione w lesie niemowlę, nieświadom, że to jego wnuk. Dzięki staraniom podejmowanym przez niewolników dochodzi do rozpoznania zarówno dziecka, jak i jego ojca, a także do pogodzenia się małżonków. Cechą charakterystyczną utworu są świetnie zarysowane charaktery głównych bohaterów: Charizjosa, jego żony Pamfili, teścia Smikrinesa oraz dwojga niewolników – Onezyma i hetery Habrotonon. Znakomita scena sądu polubownego, od której wziął tytuł cały utwór, była w starożytności zalecana adeptom adwokackim jako wzór mowy sądowej.

## Dzieje utworu
Datowanie sztuk Menandra jest niezwykle trudne ze względu na brak jakichkolwiek odniesień w tekście do wydarzeń historycznych. Według T.L. Webstera Sąd polubowny pochodzi z późnego okresu twórczości pisarza, bezpośrednio przed 292 rokiem p.n.e. Komedia była czytana przez kilka następnych stuleci. Jeszcze w I w. n.e. jej popularność potwierdza Kwintylian. Istnienie tekstu jest poświadczone przynajmniej do III wieku n.e. Z tego stulecia pochodzi odnaleziona w Mytilenie na Lesbos mozaika ze sceną z utworu. Ostatecznie Sąd polubowny podzielił losy innych sztuk Menandra – jego tekst zaginął, z wyjątkiem fragmentów zachowanych w wypisach. Pierwszy znaczący fragment sztuki odnalazł w drugiej połowie XIX wieku Konstantin von Tischendorf w klasztorze Świętej Katarzyny na Synaju – były to trzy karty z dwu sztuk Menandra – Zjawy i Sądu polubownego, wklejone w okładki kodeksu z IV wieku n.e. W 11 lat później wydobył je i przewiózł do Petersburga P. Uspienskij, znane są odtąd jako membrana Petropolitana 388. Opublikowali je częściami C.G. Cobet w 1876 roku i Jernstedt w 1891 roku. Prawdziwym przełomem dla rekonstrukcji tekstu utworu okazało się odkrycie przez francuskiego uczonego Gustava Lefebvre’a w Kom Iszkau, starożytnej Afroditopolis w Górnym Egipcie, tzw. kodeksu kairskiego, a w zasadzie części kart kodeksu, opublikowanego w 1907 roku. W wyniku żmudnej pracy badawczej odzyskano wówczas ok. 2/3 tekstu komedii, w sumie 771 wersów.

### Polskie przekłady
W przekładzie Jerzego Manteuffla zatytułowanym Sąd rozjemczy, sztuka ukazała się w 1951 r., opublikowana przez wrocławskie wydawnictwo Ossolineum w wydaniu Biblioteki Narodowej (seria II, nr 67). Edycja powtórnego przekładu, już pod tytułem Sąd polubowny, dokonanego i opracowanego przez Jerzego Łanowskiego, pochodzi z 1982 r., opublikowana również w cyklu Biblioteki Narodowej (seria II, nr 203).

## Treść

### Akt I
Bohaterem utworu jest przedstawiciel ateńskiej „złotej młodzieży”, Charizjos. Z bardzo uszkodzonej wstępnej rozmowy dwóch niewolników: Onezyma (Onēsimos) i Kariona, do której przyłącza się przyjaciel Charizjosa, Cherestrat (Chajréstratos), wynika, że Charizjos w czasie Tauropoliów – obchodzonej przez ateńskie dziewczęta nocnej uroczystości ku czci Artemidy Tauropolos – uwiódł po pijanemu i w ciemnościach nieznaną dziewczynę. Odchodząc zostawił jej pierścień. Miała ona na imię Pamfila i była córką zamożnego Ateńczyka, Smikrinesa. Po jakimś czasie Charizjos na skutek rodzinnych układów poślubił Pamfilę, nie wiedząc, że jest ona dawniej uwiedzioną przez niego dziewczyną. Państwo młodzi zamieszkali w willi za miastem. Po kilku miesiącach Charizjos wyjechał w interesach. W tym czasie Pamfila urodziła dziecko będące owocem spotkania podczas Tauropoliów. Nie zdając sobie sprawy z faktu, że ojcem dziecka jest Charizjos, oddała je piastunce Sofrone, by ta podrzuciła je w lesie. Niewolnik Onezym, który rzecz podpatrzył, opowiedział o wszystkim Charizjosowi. Dotknięty tym młodzieniec przeniósł się do przyjaciela Cherestrata, gdzie koił ból pijąc wino i słuchając harfistki Habrotonon, którą sobie sprowadził, choć zupełnie się nią nie interesował.
Zachowany tekst zaczyna się pojawieniem się na scenie Smikrinesa. Dowiedziawszy się na mieście o hulankach zięcia, narażających go na straty finansowe, skąpy teść przychodzi położyć kres trwonieniu posagu swej córki. Cherestrat i Habrotonon postanawiają uprzedzić Charizjosa o nadejściu Smikrinesa. Cherestrat odchodząc zapowiada zbliżanie się gromady podpitych młodzieńców, którym lepiej nie wchodzić w drogę. Pieśń, bez związku z akcją, stanowi partię chóralną połączoną z tańcem.

### Akt II
Zachowany tekst aktu drugiego rozpoczyna się od zakończenia uszkodzonej rozmowy Onezyma ze Smikrinesem. Po jego odejściu Smikrines żali się w monologu, że niewiele zrozumiał. Podchodzą do niego dwaj kłócący się niewolnicy ze wsi: pasterz Daos i węglarz (robotnik wypalający węgiel drzewny) Syriskos, za którym postępuje kobieta z dzieckiem. Obydwaj proszą Smikrinesa o rozsądzenie ich sporu. Daos znalazł niedawno w lesie porzucone niemowlę, zlitował się nad nim i zabrał je do domu. Utrzymanie dziecka okazało się jednak zbyt kosztowne dla jego skromnego gospodarstwa, chętnie więc oddał je sąsiadowi Syriskosowi, którego żonie zmarł niedawno noworodek. Po jakimś czasie Syriskos dowiedział się, że Daos znalazł przy dziecku kosztowności, których wydania żąda teraz w imieniu dziecka. Wskazują one, że dziecko pochodzi od wolnych, a może nawet wysoko urodzonych rodziców. Dzięki nim będzie ono mogło w przyszłości ich odnaleźć. Chytry Daos powołuje się na prawo rozporządzania znalezionymi przez siebie, a więc stanowiącymi jego własność, rzeczami. Smikrinesowi bardziej do przekonania trafia jednak prawdziwie sądowa swada Syriskosa, nakazuje więc wydać znalezione rzeczy opiekunowi dziecka. Wśród nich znajduje się również pierścień ojca.
Ten epizod tak się podobał autorowi, że od niego zatytułował całą sztukę: Epitrépontes, co oznacza ludzi poruczających komuś rozstrzygnięcie sporu. Scena była również ceniona przez współczesnych. Kwintylian w Institutiones X, 1 doradzał czytać tę komedię kandydatom adwokackim. W przerwie pomiędzy aktami na scenę znów wchodził chór.

### Akt III

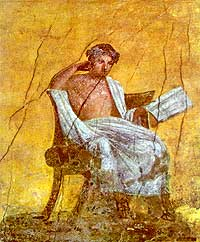
Fresk przedstawiający Menandra (z tzw. Domu Menendra w Pompejach)

W trzecim akcie okazuje się, że Onezym rozpoznał pierścień pana i wypożyczył go od Syriskosa. Nie ma jednak odwagi pokazać go Charizjosowi, obawiając się, że może na nim, jako na donosicielu skupić się gniew panicza. Monolog jego przerywa wejście hetery Habrotonon, która narzeka, że Charizjos nią gardzi, nie chce z nią przebywać, a współbiesiadnicy się z niej śmieją. Przybywa Syriskos, żądając wyjaśnienia sprawy albo zwrotu pierścienia. Onezym wyprasza u niego zwłokę i Syriskos wraca do miasta odgrażając się, że się tam dowie, co dalej czynić. Zaintrygowana sprawą pierścienia Habrotonon wydobywa od Onezyma informacje o szczegółach tauropolijskiej nocy i domyśla się, że to Charizjos jest ojcem dziecka. Wie coś nawet o uwiedzionej wówczas dziewczynie, ale odmawia na razie jej poszukiwania, chcąc się podać za nią i w ten sposób zostać wyzwoloną, a następnie dopiero poszukać uwiedzionej.
Z mocno uszkodzonej końcówki aktu trzeciego wynika, że Smikrines dowiedział się od kucharza, że Charizjos ma dziecko z harfistką. Oświadcza więc wychodzącemu z domu Cherestratowi, że zabierze córkę do siebie i rozwiedzie ją z Charizjosem. Na scenę ponownie wkracza chór.

### Akt IV
Na początku aktu czwartego Smikrines rozmawiał z Pamfilą o zabraniu jej do domu i o rozwodzie. W zachowanym tekście wskazuje córce na marnotrawstwo męża, zaniedbywanie przez niego żony i zaznacza, że współzawodnictwa z kochanką prawa żona nie wytrzyma. Dalszą rozmowę przerwał skrzyp drzwi i wyjście na ulicę któregoś z bohaterów dramatu. Następuje luka w tekście. Smikrines odchodzi, grożąc, że jeszcze wróci. Najwyraźniej Pamfila jednak mu się oparła. Pozostała Sofrona, która przygotowywała mieszkanie, i Pamfila, która skarżyła się, że wypłakała sobie oczy od czasu, gdy ojciec wydał ją za mąż i żałuje, że kazała porzucić dziecko. Na scenie pojawia się tymczasem Habrotonon, uspokajając niesione na ręku dziecko. Zatrzymuje odchodzącą Pamfilę, w której rozpoznaje dziewczynę uwiedzioną podczas Tauropoliów. Pyta ją, czy rozpoznałaby swoje dziecko, po czym oznajmia Pamfili, że jest ona matką trzymanego przez Habrotonon dziecka, a jego ojciec to Charizjos.
Tymczasem na scenę wybiega Onezym i opowiada, jakie wrażenie wywarła na Charizjosie podsłuchana rozmowa Pamfili z ojcem, i jak panicz żałuje, że ją opuścił. Ucieka obawiając się gniewu swego pana. Charizjos wyrzuca sobie, że tak niegodnie potraktował swoją żonę, nie chcąc jej darować tego, co stało się bez jej winy. Poruszony jej odmową opuszczenia męża, postanawia nie pozwolić teściowi odebrać sobie żony.
Uciekający przed Charizjosem Onezym wpada na niego. Ratuje go jednak Habrotonon, która oświadcza Charizjosowi, że dziecko, które podawała za swoje, jest w istocie dzieckiem Pamfili i jego. Charizjos nie posiada się ze szczęścia. Tu tekst się urywa. Ostatecznie wszyscy udają się do domu, a na scenę wbiega chór.

### Akt V
W akcie piątym Cherestrat rozmawia ze swym przyjacielem Symiaszem o szlachetności Habrotonon, informuje go, że Charizjos już z nią nie żyje, i że niewątpliwie zasługuje ona na wyzwolenie. W brakującym fragmencie tekstu rozmawiano o przyszłości Habrotonon. Po odejściu obydwu mężczyzn na scenie zjawia się Smikrines zaaferowany odzyskaniem posagu, który – jak nadal sądzi, jest trwoniony przez Charizjosa. Grozi mamce Pamfili, Sofronie, że ją utopi, jeśli nie namówi córki, by opuściła męża. Chce też osobiście rozmówić się z córką, ale drzwi zastaje zamknięte. Zaczyna się więc gwałtownie do nich dobijać.
W drzwiach staje Onezym, który narzekającemu na zięcia Smikrinesowi odpowiada, że bogowie nie mają tyle czasu, żeby każdego pilnować i odmierzać mu szczęście i biedę, dlatego dali każdemu człowiekowi charakter, który jest strażnikiem jego postępowania; daimonionem, który gubi człowieka lub czyni go szczęśliwym. Charakter Smikrinesa ocenia jako nieroztropny i zły, skoro stara się rozłączyć żonę z mężem. Tym razem daimonion postanowił go jednak widocznie uchronić od kary, młodzi bowiem się pogodzili, a on może iść powitać wnuka. Skąd wziął się wnuk, wyjaśnia świadoma sprawy Sofrona, powołując się na prawo natury i na tragedię Eurypidesa Auge.
Z zakończenia utworu ocalały tylko fragmenty, które nie pozwalają odtworzyć finału sztuki. W ostatniej scenie Syriskos przyszedł po swój pierścień, a Smirkines wychodząc z domu zachwycał się wnukiem. Fragment zwrócony do bogini zwycięstwa Nike był, jak się zdaje, chóralną prośbą aktorów, by zawsze darzyła przychylnością autora sztuki i ich zespół.

## Komedia charakterów

### Młodzieńcy
Najbardziej wyrazistą postacią utworu zdaje się być Charizjos. Zrozpaczony i upokorzony tym, że poślubił pannę z dzieckiem, próbuje szukać pociechy w winie i miłostkach, czym nie gardził również przed ślubem. Nie potrafi jednak zadowolić się tym, bo w gruncie rzeczy kocha Pamfilę. Kiedy dowiaduje się, że ktoś ją skrzywdził przebacza jej w duchu, świadom, że i on podobnie skrzywdził nieznaną mu dziewczynę. Podsłuchana rozmowa Pamfili z ojcem, w której sprzeciwia się ona żądaniu opuszczenia męża i rozwodu, odmienia jego stosunek do żony. Postanawia walczyć o swoje małżeństwo. Uświadomiwszy sobie jak niesprawiedliwie ją potraktował i dwukrotnie skrzywdził, przeżywa głęboki wstrząs i wstyd. Wygłoszone przez niego wówczas samooskarżenie, przekracza normy moralne epoki, żąda bowiem jednakowej wierności w małżeństwie zarówno od siebie jak i od swej żony.
Na tle Charizjosa postać drugiego młodzieńca, Cherestrata, wypada blado. Służy raczej jako tło dla postaci Charizjosa i spełnia konwencjonalną funkcję – przyjaciela użyczającego Charizjosowi potrzebnego mu po opuszczeniu własnego domu schronienia. Na początku sztuki Cherestrat pełni ponadto rolę kąśliwego komentatora narzekań Smikrinesa.

### Młode kobiety
Wyraziście przedstawia się charakter żony Charizjosa, Pamfili, panny z dobrego domu, pięknej, bogatej, eleganckiej i dumnej. Uwiedziona w czasie święta, wychodzi potem, nieświadoma, za mąż za uwodziciela, który również jej nie rozpoznaje. Zmuszona do porzucenia dziecka, żywo reaguje na sam widok niemowlęcia. Nakłaniana przez ojca do porzucenia krzywdzącego ją męża, opiera się temu szlachetnie, choć cierpi. Jest już raczej heroiną dramatu obyczajowego niż komedii.
Niezwykle żywo jest nakreślona również druga postać kobieca, hetera Habrotonon. Niewolnica rajfura, który wynajmuje ją za 12 drachm dziennie, przygrywa na ucztach i świadczy inne usługi. Tym zajęciem para się dopiero od roku. Marzy o odzyskaniu wolności, potrafi nawet ułożyć zręczny plan podania się za matkę dziecka Charizjosa, by w ten sposób zostać wyzwoloną. W realizacji intrygi ostatecznie przeszkodzi jej dobre serce. Przejawia ambicję „zawodową”, czuje się dotknięta tym, że Charizjos pozostaje nieczuły na jej wdzięki. Ciekawska – była świadkiem nocnego gwałtu na Pamfili, i spostrzegawcza, choć najbardziej utkwił jej w pamięci fakt podarcia modnego płaszczyka Pamfili. Życie nauczyło ją chytrości i ostrożności, wie, co może zdarzyć się na ucztach, potrafi też wywieść w pole pijanego mężczyznę. Sojuszników szuka wśród towarzyszy swego niewolniczego stanu.

### Niewolnicy

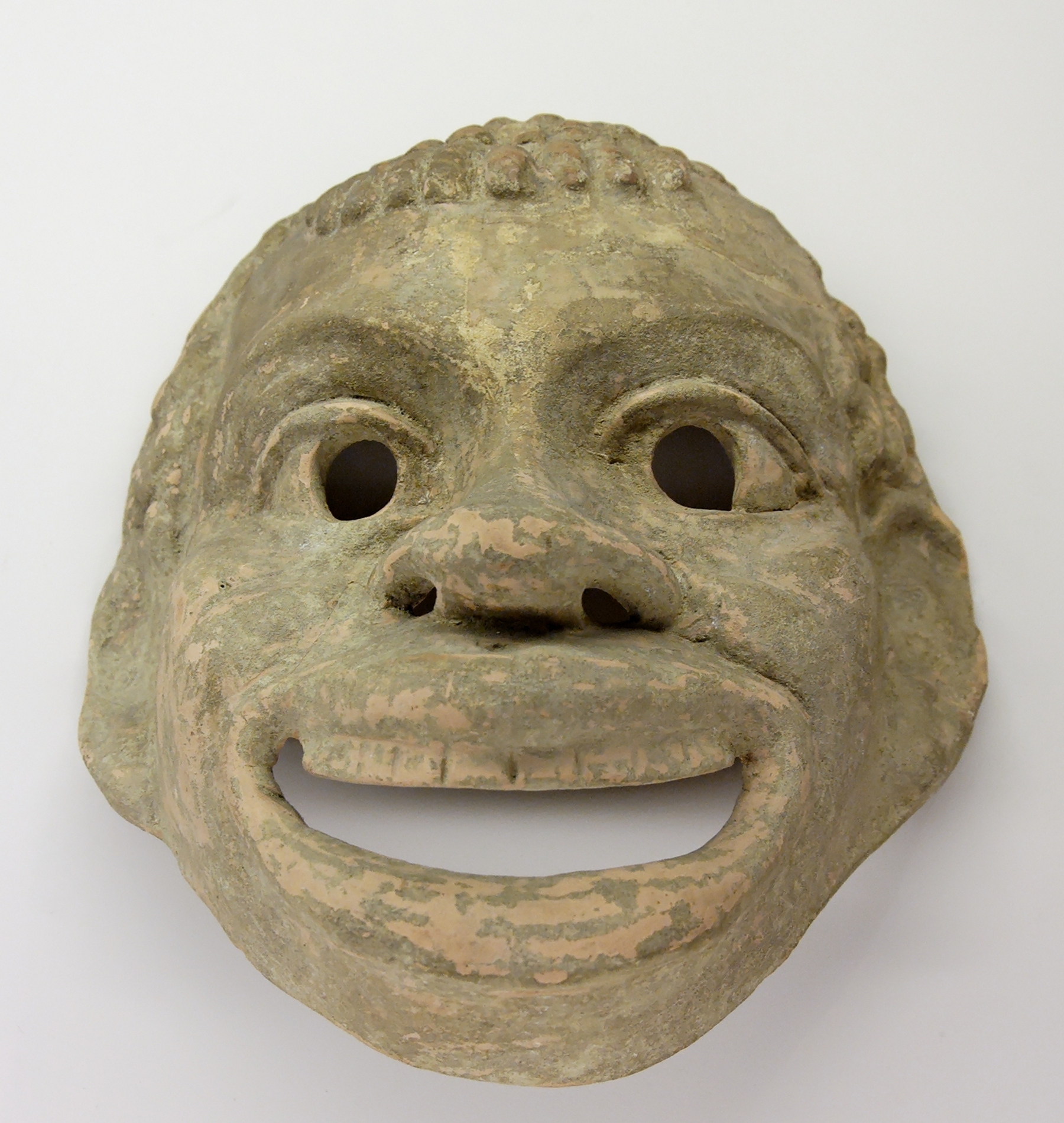
Maska afrykańskiego niewolnika z ok. 350 r. p.n.e.

Rolę głównego niewolnika w utworze gra Onezym, sprytny współuczestnik intrygi knutej przez Habrotonon. Jest zarazem ostrożny i sfrustrowany, zawiódł się w swej usłużności względem pana, gdyż to on prawdopodobnie w nadziei nagrody doniósł mu, że Pamfila urodziła dziecko. Pojawia się zawsze tam, gdzie coś się dzieje. Podgląda i komentuje zachodzące wydarzenia. Raczy Smikrinesa parodiującą filozofów wypowiedzią o roli bogów i znaczeniu charakteru w życiu człowieka, popisuje się też cytatami z tragedii.
Niewolnikami są też spierający się o dziecko, znakomicie scharakteryzowani: wolno myślący pasterz Daos i obrotny węglarz Syriskos. Wreszcie występuje też w utworze piastunka Pamfili, Sofrona, postać niema, o której wiadomo, że kryła swą panią.

### Skąpy starzec
Sąd polubowny ma tylko jednego starca, Smikrinesa. Jego imię pochodzi od attyckiego smikròs („mały”, tu tyle co „małoduszny”). Obsesyjnie skupiony na majątku, troszczy się przecież również o posag córki, trwoniony przez rozrzutnego zięcia i o jej nieudane małżeństwo. Z prostej ciekawości daje się odciągnąć od głównego przedmiotu swoich myśli, aby rozsądzić sprawę dwóch obcych sobie niewolników i rozsądza ją sprawiedliwie. Według podziału Teofrasta wydaje się być sangwinikiem.

## Podsumowanie
Akcja Sądu polubownego rozgrywa się w Atenach, w typowych domach mieszczan ateńskich. Sztuka będąca komedią charakterów, zawiera też ulubiony przez Menandra chwyt zaskoczenia widzów rozwojem intrygi. Występuje w niej charakterystyczny dla nowej komedii greckiej wątek uwiedzenia wolnej dziewczyny i perypetii z urodzeniem dziecka oraz klasyczne rozpoznanie dziecka (anagnorismὸs). Istotną rolę w akcji sztuki odgrywają kwestie pieniężne – związane z przepuszczaniem przez męża posagu żony.
Komizm Sądu polubownego częściowo czerpie z dorobku komedii starej: w scenach kłótni, panicznego strachu Onezyma, dobijania się Smikrinesa do drzwi i połajanki otwierającego je Onezyma, a także w występach między aktami baletu komicznego, będącego źródłem uciechy publiczności. Zasadniczo jednak sięga Menander po bardziej wyrafinowane formy komizmu. W warstwie językowej korzysta z parodii, szczególnie w znakomitej mowie Onezyma o ludzkim charakterze parodiującej filozoficzne diatryby. Wygrywa komiczne aspekty charakteru Smikrinesa, opanowanego przez jedną jedyną obsesję – obliczania strat, na jakie naraża go postępowanie zięcia. Sięga wreszcie umiejętnie po komizm sytuacyjny, piętrząc i potęgując nieporozumienia między bohaterami sztuki, których świadoma jest publiczność, aż po szczęśliwe rozwiązanie. Zupełnym majstersztykiem jest tu scena sporu o należące do porzuconego dziecka przedmioty, w której rozsądzającemu spór Smikrinesowi nie przychodzi do głowy, że ma przed sobą rodzonego wnuka, klucz do rozwiązania skomplikowanej sytuacji rodzinnej.
Menander zgodnie z klasycznym w kulturze greckiej poglądem na literaturę, bawiąc uczy. Wprawdzie losami ludzkimi rządzi nieodwołalnie, zgodnie z przekonaniami epoki, bogini Tyche (łac. Fortuna), uosobienie Przeznaczenia-Losu-Przypadku, człowiek jednak musi działać, pracować, spełniać swoje zadanie w społeczności. Po to ma charakter, o którym tak barwnie mówi Onezym. Charakter, który go kształtuje, i który sam winien kształtować. Człowiek zawsze występuje u Menandra na tle społeczności. Poeta potępia więc zawsze cechy aspołeczne – takie jak chciwość Smikrinesa. Jednocześnie sama forma potępienia nie jest drastyczna. Ośmieszając Smikrinesa, autor jest świadom, że ludzie nie są doskonali, i że należy ich brać takimi, jacy są. Stąd zawarte w Smikrinesie zarówno cechy dobre, jak i złe, gdyż ze skąpstwem łączy się w nim troska o rodzinę i sprawiedliwość w ocenie innych.